# François Gingras
Pour les articles homonymes, voir Gingras.
François Gingras est un réalisateur québécois.

## Filmographie

### Cinéma
- 1995 : L'Univers de Courtemanche

### Télévision
- -2000 - 2004 : Fortier (série télévisée)
- 2003 : Le Mur du secret (Wall of Secrets) (télé-film)
- 2005 : Détect.inc. (série télévisée)
- 2006 : Casino (série télévisée)
- 2007- 2008 :Les Sœurs Elliot (série télévisée)
- 2010- 2014 : Trauma (série télévisée) 54 épisodes
- 2015 Jérémie 2
- 2016 Les Jeunes Loups (série télévisée) saison 2
- 2017: Béliveau (mini-série)
- 2019:Victor Lessard (série télévisée): Victor Lessard 3 (série télévisée)
- 2022: 82 jours, l'affaire Charles Marion (série documentaire)